# ديفيد غلين
ديفيد غلين (بالإنجليزية: David Glenn)‏ (30 نوفمبر 1962 بويغان في المملكة المتحدة - ) هو لاعب كرة قدم بريطاني في مركز الظهير. لعب مع بلاكبيرن روفرز وويغان أتلتيك ونادي تشستر سيتي وفليتوود تاون.